# Wereldkampioenschappen atletiek 2011 – marathon
Het onderdeel marathon op de IAAF wereldkampioenschappen atletiek 2011 in het Zuid-Koreaanse Daegu werd op 4 september (mannen) en 27 augustus (vrouwen) gehouden.

## Uitslagen
| Mannen | Mannen                 | Mannen | Mannen     |
| Rang   | Atleet                 | Land   | Tijd       |
| ------ | ---------------------- | ------ | ---------- |
| Goud   | Abel Kirui             | KEN    | SB 2:07.38 |
| Zilver | Vincent Kipruto        | KEN    | 2:10.06    |
| Brons  | Feyisa Lilesa          | ETH    | SB 2:10.32 |
| 4      | Abderrahime Bouramdane | MAR    | 2:10.55    |
| 5      | David Barmasai         | KEN    | 2:11.39    |
| 6      | Eliud Kiptanui         | KEN    | 2:11.50    |
| 7      | Hiroyuki Horibata      | JPN    | 2:11.52    |
| 8      | Ruggero Pertile        | ITA    | 2:11.57    |

| Vrouwen | Vrouwen             | Vrouwen | Vrouwen    |
| Rang    | Atlete              | Land    | Tijd       |
| ------- | ------------------- | ------- | ---------- |
| Goud    | Edna Kiplagat       | KEN     | 2:28.43    |
| Zilver  | Priscah Jeptoo      | KEN     | 2:29.00    |
| Brons   | Sharon Cherop       | KEN     | SB 2:29.14 |
| 4       | Bezunesh Bekele     | ETH     | 2:29.21    |
| 5       | Yukiko Ababa        | JPN     | 2:29.35    |
| 6       | Zhu Xiaolin         | CHN     | 2:29.58    |
| 7       | Isabellah Andersson | SWE     | 2:30.13    |
| 8       | Wang Jiali          | CHN     | 2:30.25    |

Helsinki 1983 ·
Rome 1987 ·
Tokio 1991 ·
Stuttgart 1993 ·
Göteborg 1995 ·
Athene 1997 ·
Sevilla 1999 ·
Edmonton 2001 ·
Parijs 2003 ·
Helsinki 2005 ·
Osaka 2007 ·
Berlijn 2009 ·
Daegu 2011 ·
Moskou 2013 ·
Peking 2015 ·
Londen 2017 ·
Doha 2019·
Eugene 2022